# De Cock en de dood in gebed
De Cock en de dood in gebed is het zeventigste deel van de Nederlandse detectiveserie De Cock. Appie Baantjer besloot dat dit zijn laatste boek uit de serie zou worden. Peter Römer bewerkte het script van een dubbele televisieaflevering tot boek nummer 71 en zette op die manier de serie voort. Het boek beschrijft de moord op een zakenman die gevonden wordt in het water van Keizersgracht te Amsterdam.

## Verhaal
Rechercheur De Cock van het politiebureau Warmoesstraat krijgt Laurens van der Dungen binnengebracht voor verhoor. Hij berooft toeristen onder de dreiging van een vuile injectiespuit. Laurens heeft geld nodig omdat zijn eveneens verslaafde vriendin Willemijn Handgraaf weigert om te gaan tippelen. Ze wil liever dat Laurens in de villa van haar vader gaat inbreken in Heemstede. Maar dat vindt hij nu weer te gevaarlijk. Tijdens het verhoor komt rechercheur Dick Vledder binnenstormen. In de Keizersgracht drijft een waterlijk en daar moeten de rechercheurs meteen op af. De Cock reageert afwachtend, want hij wil eerst zijn verhoor afmaken. Dick Vledder reageert zijn woede af op Laurens. Hij noemt hem een gore ellendige veelpleger. Laurens wordt naar zijn politiecel teruggebracht en De Cock en Vledder ruziën verder. De discussie wordt gestopt door een mededeling van de wachtcommandant. Het lijk ligt inmiddels op de wal en de schoenveters zijn aan elkaar geknoopt. De twee rechercheurs beseffen allebei dat er waarschijnlijk sprake is van moord.
Onderweg naar de plaats delict vertelt De Cock dat hij Laurens van der Dungen heeft laten gaan. Als het beleid in Amsterdam seponeren is, dan zal De Cock zich zo veel mogelijk aanpassen. Zo heeft de officier van justitie ook minder werk. Chef Buitendam vindt het allemaal best. Die komt pas in actie als een officier van justitie lastig wordt. Op de plaats delict vertelt De Cock over zijn afkeer van waterlijken, omdat ze meestal al dagen in het water liggen. Bij dit lijk zijn niet alleen de schoenveters aan elkaar geknoopt maar ook de handen liggen devoot gevouwen op de borst. De Cock vraagt aan de ambulancebroeders het lijk rechtstreeks naar het sectielokaal Westgaarde te brengen. Dat hun auto daarvoor niet is toegerust, is de verantwoordelijkheid van de rechercheur. Lijkschouwer dokter Den Koninghe raadt De Cock aan het water in de longen te vergelijken met het water uit de Keizersgracht. Dan weet je waar het slachtoffer is verdronken.
De volgende ochtend komt De Cock zoals gewoonlijk te laat. Dick Vledder kan dan al melden dat het geen roofmoord was. Alle bezittingen lijken te zijn aangetroffen op de man die Victor Handgraaf heet en in Heemstede woonde. De Cock vertelt nu over zijn eigen verhoor van gisteren waarin de naam van de vriendin werd genoemd: Willemijn Handgraaf. Dan meldt Arnold van Heusden, een sigarenwinkelier uit de Oude Hoogstraat zich. Omdat hij ook wat wiet verkoopt heeft hij contact met een jongeman aan wie 50.000 euro is geboden om zijn aanstaande schoonvader om te brengen. De vrouw in kwestie is Willemijn Handgraaf. Haar vader Victor zou op zakenreis naar China zijn. De naam van de jongen wil hij niet prijs geven. Als hij weg is moet De Cock Dick Vledder uitgebreid instrueren hoe een watermonster te nemen. Het is voor zijn collega de eerste keer. Terwijl Dick Vledder vertrekt meldt zich Derek van Achterdiep, mededirecteur van Handgraaf-Foundation aan de Keizersgracht. Victor is een week eerder naar China vertrokken. In het verdere verhoor van Derek praat De Cock zichzelf vast en hij moet toegeven dat hij gisteren een dode Victor uit het water heeft gevist. Derek noemt spontaan ene Cornelis Grijpskerk van het eigen bedrijf als potentiële dader. Terug van de sectie meldt Vledder dat de vingers van het slachtoffer bij sectie aan elkaar bleken te zijn gelijmd. De vloeistof in de longen is volgens dokter Rusteloos waarschijnlijk leidingwater.
De Cock neemt Dick Vledder mee naar de Karel du Jardinstraat in De Pijp. Op een smerige zolder treft hij een naakte, bevallige en nu schatrijke Willemijn Handgraaf slapend aan. Derek van Achterdiep heeft haar al eerder verwittigd dat haar dode vader als een biddende priester uit de gracht is gevist. Een maand geleden had Willemijn Derek, die ze oom noemt, gevraagd tussen haar en haar vader te bemiddelen. De Cock geeft na het verhoor Vledder opdracht naar de Korenmolen in Duivendrecht te rijden. Daar woont Cornelis Grijpskerk. Zijn vrouw zegt aan de deur dat haar man met zijn directeur naar China is. Het gesprek wordt binnen voortgezet. De twee rechercheurs krijgen zo het verhaal van de Handgraaf Foundation te horen. Jaren geleden werkten Victor, Derek, Cornelis en Peter Freedestein samen aan de IJsselsteinse Bank te Amsterdam. Ze deelden met zijn vieren een loterijclubje. Cornelis wilde net uit het clubje stappen, toen de jackpot viel op hun gezamenlijk lot. De vier heren namen ontslag bij de bank en gingen werken voor de Handgraaf Foundation. Alle vier kregen ze een behoorlijk bedrag in privé, maar het grootste deel van de opbrengst ging naar de Foundation. Eenieder kreeg ook een functie bij het bedrijf. Victor en Derek op het hoofdkantoor te Amsterdam, Cornelis op een bijkantoor te Alkmaar en Peter ging naar Leiden. Zelf kocht Cornelis deze bungalow en hield nog geld over. Toch ging hij steeds meer mopperen over zijn bijrol. Daarom was hij blij verrast dat hij met Victor mee naar China mocht. Nadat ook de moordplannen van Cornelis jegens Victor aan de orde zijn gesteld, laat De Cock haar de schokkende foto's zien van de dode Victor. De echtgenote valt ter plekke flauw, bang als ze is dat haar man er op een of andere manier bij betrokken is. Zo weet De Cock een foto van Cornelis Grijpskerk los te praten.
Terug aan het politiebureau zit Arnold van Heusden weer te wachten. De Cock laat hem maar kletsen en het eind van het verhaal is dat Arnold zichzelf tot een serieuze verdachte van een huurmoord maakt. Hij druipt af. De Cock heeft nu trek in cognac van Smalle Lowietje. De caféhouder begint met klagen over de buitenlandse criminelen die Amsterdam overspoelen. Maar Victor Handgraaf brengt hem bij de les. Er was inderdaad een loterijklapper aan de IJsselsteinse Bank, maar inzake de verdeling van het geld waren er geruchten over problemen. Lowie zal nog eens wat navraag doen. Bij terugkomst aan de Warmoesstraat staat wachtcommandant Jan Rozenbrand hen met een rood hoofd op te wachten. Er ligt een tweede lijk in de Keizersgracht met samengebonden schoenen. Met twee cognackies op, stapt Dick Vledder in de politie-Golf. Dankzij de foto weet De Cock meteen dat het Cornelis Grijpskerk is. Wederom gaat het lijk meteen naar het sectielokaal Westgaarde, met deze keer een verplichte tweede auto. In het sectielokaal klaagt fotograaf Bram van Wielingen over sektes die Amsterdam overspoelen. Dokter Den Koninghe denkt voor de tweede keer dat er een man in een badkuip is verdronken. Hij raadt volledig onderzoek op vergiften aan bij de sectie. De Cock kan het slechts beamen.
De volgende morgen is De Cock zoals gebruikelijk te laat. Dick Vledder wijst hem de weg naar commissaris Buitendam, die uitgebreid geïnformeerd wil worden over de twee religieus getinte moorden. Maar daar begrijpt De Cock nu niets van. Commissaris Buitendam en officier van justitie Medhuizen maken zich grote zorgen over rechercheur De Cock. Laatstgenoemde heeft naar de pers gelekt dat hij een probleem heeft met twee religieuze moorden. Welke sekte doet zoiets? De commissaris deelt De Cock mee dat diverse religieuze groeperingen nu een onderzoek naar rechercheur De Cock eisen. De Cock vertelt zijn ergernissen. Hij staat nooit journalisten te woord. Dat moeten zijn chef en de officier van justitie toch weten. Ze moeten hem steunen of anders zijn ze absoluut incompetent. De Cock wordt eruit gestuurd. Dick Vledder zijn stemming verbetert al kranten lezend. De lezers van de kranten zullen meesmullen vanwege de overbekende rechercheur aan de Warmoesstraat en zijn diagnose van de twee moorden. Ook De Cock draait bij. Hij ziet toch wel iets religieus in de gevouwen handen, een soort van offerande, ooit begonnen bij Abraham. Maar eerst gaan ze een weduwe in Duivendrecht condoleren. Mevrouw Grijpskerk heeft rond middernacht nog contact gehad met mevrouw Van Achterdiep, die ook haar man miste. Ze wordt geconfronteerd met het overlijden van haar man, iets dat ze al min of meer had verwacht. Ze meldt alleen nog een incident van maanden geleden. Een haar onbekend gebleven man had een grote som geld voor zijn zieke dochter gevraagd aan haar echtgenoot. Cornelis was er door van slag geraakt.
De Cock neemt Arnold van Heusden een nieuw verhoor af in zijn sigarenwinkel. Hij doet dat al pratend over het tweede lijk dat Willemijn Handgraaf toch wel vrijpleit. En hij keuvelt over begerige gevoelens die Arnold en De Cock allebei koesteren ten opzichte van de fraaie Willemijn, naakt op een vieze zolderkamer. Terug op het bureau blijkt de Mercedes van Victor sinds 12.30 uur op de dag van vertrek te hebben gestaan in de parkeergarage van de Bijenkorf. Verder ligt er een sectierapport van Victor Handgraaf. Dokter Rusteloos heeft het eerste lijk ook al toxicologisch laten analyseren en er is GHB opgedoken, lijst II van de Opiumwet.
Dokter Rusteloos is blij met het compliment van Dick Vledder namens collega De Cock. Leidingwater in de longen van het eerste slachtoffer had hem direct tot toxicologisch onderzoek doen besluiten. De Cock besluit met Dick Vledder te gaan varen nu de heer Van Achterdiep nog niet boven water is gekomen. De boot wordt bestuurd door Hans Rijpkema, een oude bekende van de Warmoesstraat. Hij is een echte jobhopper binnen de recherche. Ze gaan in de Keizersgracht dreggen naar een nieuw lijk. Het duurt geruime tijd maar Dick Vledder moet weer bekennen dat zijn baas gelijk had. Ze takelen Derek van Achterdiep met gebonden schoenveters en gevouwen handen boven water. Dick Vledder krijgt nu uitgebreide instructies wat verder te doen. De Cock gaat praten met de vierde man van de Foundation, Peter Freedestein. Laatstgenoemde wordt het door De Cock lastig gemaakt. Zijn drie partners zijn immers vermoord. Hij is dan ook blij met De Cock te mogen samenwerken.
De volgende morgen is Smalle Lowietje al heel vroeg bij Dick Vledder langs geweest. Hij had voor De Cock de tekst: "Bij de klapper hebben ze iemand misgekleund". Bij sectie van Derek van Achterdiep bleek er vuil grachtenwater in de longen. De Cock heeft een val opgezet rond het pand van Anton van Heusden. Appie Keizer en Fred Prins doen weer mee. Anton van Heusden wordt gearresteerd en De Cock legt het weer bij hem thuis zorgvuldig uit. Ook rechercheur Adelheid van Buuren, de levensgezellin van Dick Vledder is van de partij. Appie Keizer en Fred Prins zijn al bezig mevrouw De Cock op te warmen met hun gebruikelijke leugens. Fred vraagt wat er fout ging bij de valstrik? De Cock legt uit dat Anton van Heusden een signaal kreeg toen Dick zijn winkel binnenstapte. Hij probeerde meteen de drank met GHB te laten verdwijnen. Gelukkig is er genoeg van gered voor toxicologisch onderzoek. Smalle Lowietje heeft deze keer de zaak tot klaarheid gebracht. Er werkte op de IJsselsteinse bank nog een vijfde man en die deed mee met het loterijclubje. Toen deze Anton van Heusden een aantal maanden ziek thuis zat, viel de klapper. Hij werd buiten de verdeling gehouden. Toen hij terug op zijn werk kwam waren zijn collega's al verdwenen. Hij kocht korte tijd later een sigarenzaak van een vriend en liet zijn aanspraken rusten. Totdat zijn dochter een kwaadaardige levertumor kreeg. De diagnose was dat alleen een dure Amerikaanse chirurg zijn dochter kon redden. Hij smeekte om geld bij drie van zijn oud collega's, die weigerden. Na overlijden van zijn dochter besloot hij dat zijn ex-collega's alsnog in hun doodstrijd om genade moesten bidden. "De dood in gebed", zuchtte Dick Vledder. De eerste twee slachtoffers werden bedwelmd en de handen werden aan elkaar op de borst gelijmd en de schoenveters gestrikt. De vierde man werd bij Anton voor een drankje uitgenodigd, omdat hij blijk gaf Anton zijn motief en handelwijze te kennen. Als de rechercheurs vertrokken zijn, is mevrouw De Cock aan het woord. Anton kan nooit de drie moorden alleen hebben gepleegd. De Cock geeft haar gelijk. Maar Anton zal het vol blijven houden en de Officier van justitie vindt het vast een mooie afgeronde zaak. Daar kan hij de pers mee tegemoet treden. Te veel schranderheid zit een carrière maar in de weg.